# Moserius percoi
Moserius percoi là một loài giáp xác trong họ Trichoniscidae. Nó là loài đặc hữu của Slovenia.